# 三好街
三好街位于中国辽宁省沈阳市和平区，是沈阳乃至东北地区的电脑与IT产品的经销集散地。三好街和西文萃路共同构成中国电脑软件城（经1998年12月在国家工商总局注册）的核心区域，全长2.7千米，总占地面积0.3平方千米。中国电脑软件城始建于1988年，是沈阳高新技术产业开发区（国家级开发区）的重要组成部分。
区域发展伊始主要是利用东北大学（其时名称尚为东北工学院）的几个宿舍楼，后陆续利用沈阳音乐学院及沈阳自动化研究所的土地或临街的门市房不断发展壮大，现已发展成全中国东北区域性的IT经销集散地。
现区域内主要IT产品经营场所包括（由北至南）信息产业大厦、物产科贸大厦、赛博数码广场、赛博数码裕宁店、东软电脑城卖场、特伟大厦、维用大厦、诚大数码国际广场、百脑汇、华强电子世界、奉天硅谷大厦、三好SOHO大厦、五里河商务大厦等。
途经三好街的公交车有169、188、222、265、289。
路过三好街附近的公交车117、135、152、225、239、244、272、282、800、环路等。
地铁2号线，工业展览馆站、市图书馆站距离三好街步行约15分钟。